# 고비 사막
고비 사막(몽골어: Говь, 중국어: 戈壁, 병음: gē bì)은 몽골과 중화인민공화국에 걸쳐 있는 중앙아시아의 사막이며 아시아에서 가장 큰 사막이다. "고비"는 몽골어로 "거친 땅"이라는 뜻이다. 북쪽은 알타이산맥과 스텝 지대, 남쪽은 티베트고원, 동쪽은 화베이 평원으로 둘러싸여 있다. 고비 사막의 모래가 날리는 황사는 편서풍을 타고 한반도와 일본을 건너 미국 하와이주까지 가기도 한다.

## 지리
고비 사막은 남서쪽에서 북동쪽까지 1,610 km이고 북쪽에서 남쪽까지 800 km로 측정된다.

## 역사
고비 사막은 EBS 1TV의 《세계테마기행》에 따르면, 본디 바다로 이루어져 있던 것으로 보인다. 즉, 과거에는 사하라 사막과 비슷하게 바다가 형성되어 있던 것으로 추정된다. 또한 KBS 1TV의 《걸어서 세계속으로》에 의하면, 고비 사막에는 과거에 호수가 존재했다는 의견도 있다.

## 지도
| 가잔 열도갠지스강고다바리강고비 사막나일강류큐 열도남중국해노르웨이해뉴기니섬네푸드 사막다싱안링산맥다뉴브강동시베리아해동중국해동해둥베이 · 평원랍테프해룹알할리 사막레나강마다가스카르섬마리아나 제도마르마라해말레이반도메콩강몰디브 제도몽골고원바렌츠해바이칼호바탄 제도발리섬발트해발하시호백해베링해벵골만보르네오섬북극해북해볼가강북드비나강브라마푸트라강사할린섬샤오싱안링산맥세이셸 군도소코트라섬수마트라섬술라웨시섬스리랑카섬스칸디나비아반도스타노보이산맥스프래틀리 군도시나이반도새머리싱가포르섬아나톨리아아덴만아라비아반도아라비아해아라푸라해아랄해아무르강아조프해아프리카의 뿔안다만 제도알타이산맥알류샨 열도에게해예니세이강오가사와라 제도오만만오비강오스트레일리아오호츠크해우랄강우랄산맥유프라테스강이란고원인더스강인도 아대륙인디기르카강인도양 (북부)인도차이나반도일본 열도자와섬주강장강치롄산맥카라해카라코람카스피해캄차카반도캅카스산맥캐롤라인 · 제도콜리마강쿠릴 열도쿤룬산맥크리스마스섬타이만대만타클라마칸 사막북태평양톈산산맥통킹만티그리스강티모르섬티베트고원파라셀 제도파미르페르시아만페초라강프라타스섬필리핀 제도필리핀해하이난한반도항가이산맥호르무즈홋카이도홍해화베이 · 평원황하황해흑해히말라야산맥힌두스탄 · 평원힌두쿠시class=notpageimage\| 아시아의 주요 지리 |

## 같이 보기
- 황사